# 768

768(칠백육십팔)은 767보다 크고 769보다 작은 자연수다.

## 수학
- 합성수로, 그 약수는 총 18개다. (1, 2, 3, 4, 6, 8, 12, 16, 24, 32, 48, 64, 96, 128, 192, 256, 384, 768)
  - 768의 진약수의 합은 1276이므로, 768은 과잉수다.
- 66번째 불가촉수다. 앞의 불가촉수는 766, 다음은 782이다.
- {\displaystyle 768=79+83+89+97+101+103+107+109}
  - 연속하는 소수(素數) 8개의 합으로 나타낼 수 있으며, 이 성질을 지닌 앞의 수는 732, 다음 수는 802이다.
- {\displaystyle 768=3\times 16^{2}}
- {\displaystyle 65^{4}-1}은 768로 나누어떨어진다.
- 정768각형은 작도할 수 있다.

## 과학·기술
- NGC 768(영어판): 고래자리 방향에 있는 막대나선은하.
- 768 스트루베아나(영어판): 소행성.
- 확장 그래픽스 어레이(XGA) 규격의 세로 방향 화소수.
- ⁠3/4⁠kB = 768B

## 교통
- 현도 제768호선

## 군사
- 768 해군 항공대(영어판): 과거 존재한 영국의 해군 항공대.
- U-768(영어판): 제2차 세계 대전에 사용된 나치 독일의 군용 잠수함.

## 문화유산
- 대한민국의 보물 제768호: 몽산화상법어략록(언해) (해제)[a]

## 기타
- 연도: 768년, 기원전 768년